# Хотон, Фрэнсис
Фрэнсис Джулия Хотон (англ. Frances Julia Houghton; род. 19 сентября 1980, Оксфорд) — британская гребчиха, выступавшая за сборную Великобритании по академической гребле в период 1996—2016 годов. Серебряная призёрка трёх летних Олимпийских игр, четырёхкратная чемпионка мира, чемпионка Европы, победительница и призёрка многих регат национального значения.

## Биография
Фрэнсис Хотон родилась 19 сентября 1980 года в Оксфорде, Англия. Заниматься академической греблей начала в 1993 году во время учёбы в школе, позже проходила подготовку в гребной команде Королевского колледжа Лондона.
Дебютировала в гребле на международной арене в 1996 году, когда вошла в состав британской национальной сборной и выступила на чемпионате мира среди юниоров в Глазго, где в программе парных четвёрок заняла итоговое четвёртое место. Год спустя на юниорском мировом первенстве в Хазевинкеле была четвёртой в распашных безрульных двойках. Ещё через год на аналогичных соревнованиях в Линце выиграла бронзовую медаль в парных двойках.
Начиная с 1999 года выступала на взрослом уровне, в частности стартовала на этапах Кубка мира в Хазевинкеле и Вене.
Благодаря череде удачных выступлений удостоилась права защищать честь страны на летних Олимпийских играх 2000 года в Сиднее, вместе с напарницей Сарой Уинклесс в парных двойках сумела квалифицироваться лишь в утешительный финал B и расположилась в итоговом протоколе соревнований на девятой строке.
В 2001 году в парных двойках одержала победу на этапе Кубка мира в Вене, тогда как на чемпионате мира в Люцерне была далека от призовых позиций.
В 2002 году в той же дисциплине победила на этапах Кубка мира в Хазевинкеле и Люцерне, в то время как на мировом первенстве в Севилье стала четвёртой.
В 2003 году на чемпионате мира в Милане заняла четвёртое место в парных четвёрках.
Находясь в числе лидеров гребной команды Великобритании, благополучно прошла отбор на Олимпийские игры 2004 года в Афинах — в программе парных четвёрок финишировала второй позади команды из Германии и тем самым завоевала серебряную олимпийскую медаль.
На трёх последующих чемпионатах мира Хотон неизменно становилась чемпионкой в зачёте парных четвёрок: 2005 года в Гифу, 2006 года в Итоне и 2007 года в Мюнхене. Кроме того, в данной дисциплине побеждала на большинстве этапов Кубка мира, в которых принимала участие.
Участвовала в Олимпийских играх 2008 года в Пекине, где вновь стала серебряной призёркой в парных четвёрках, уступив на сей раз сборной Китая.
На мировом первенстве 2010 года в Карапиро снова одержала победу в парных четвёрках, став таким образом четырёхкратной чемпионкой мира по академической гребле.
В 2012 году на домашних Олимпийских играх в Лондоне попасть в число призёров не смогла, показала в парных четвёрках шестой результат.
После лондонской Олимпиады Хотон осталась в составе гребной команды Великобритании на ещё один олимпийский цикл и продолжила принимать участие в крупнейших международных регатах. Так, в 2013 году в парных двойках она победила на этапе Кубка мира в Итоне и затем выступила на чемпионате мира в Чхунджу, где заняла четвёртое место.
Выиграв в восьмёрках чемпионат Европы 2016 года в Бранденбурге, прошла отбор на Олимпийские игры 2016 года в Рио-де-Жанейро. В решающем финальном заезде восьмёрок пришла к финишу второй, уступив около двух с половиной секунд команде США, и таким образом добавила в послужной список ещё одну серебряную олимпийскую медаль. Вскоре по окончании этого сезона приняла решение завершить спортивную карьеру.
За выдающиеся спортивные достижения в 2018 году была награждена орденом Британской империи.